# Zeche Alte Aproche
Die Zeche Alte Aproche war ein Steinkohlenbergwerk in Altendorf (Ruhr) (heute Stadtteil von Essen). Der Name leitet sich vom französisch approche für Laufgraben ab.

## Geschichte
Im Jahr 1720 wurde die Zeche erstmals erwähnt. 1734 wurde ein Stollen angelegt; zuvor wurde wohl Tagebau betrieben. 1750 wurde in der Nachbarschaft ein Bergwerk Neue Aproche angelegt, und so bürgerte sich für das ältere Bergwerk die Bezeichnung Alte Aproche ein. 1780 wurde schließlich ein Schleppweg zur Ruhr angelegt, um den Kohletransport zu optimieren.
Ab 1840 wurde die Aproche durch den Himmelsfürster Erbstollen gelöst und konnte dadurch bis zu  8 Meter tiefer liegende Vorräte abbauen. Im Jahr darauf setzte ein Grubenbrand die Zeche vorübergehend außer Betrieb. Da die unterhalb des Erbstollens gelegenen Kohlevorräte, der Wasserzuflüsse wegen, nicht selbst abgebaut werden konnten, gingen mehrere Stollenzechen des Altendorfer Reviers in Konsolidation und begründeten damit die Zeche Altendorf Tiefbau.